# 加太淡嶋温泉
加太淡嶋温泉（かだあわしまおんせん）は、和歌山県和歌山市加太の紀淡海峡・加太湾に面した温泉。

## 泉質
- 炭酸水素塩泉、ナトリウム - 塩化物泉
- 源泉温度 25.5℃

### 効能
- 高血圧、火傷、皮膚病、リウマチ、神経痛、関節痛、冷え性、消化器系内臓疾患、など

※効能はその効果を万人に保証するものではない。

## 温泉街

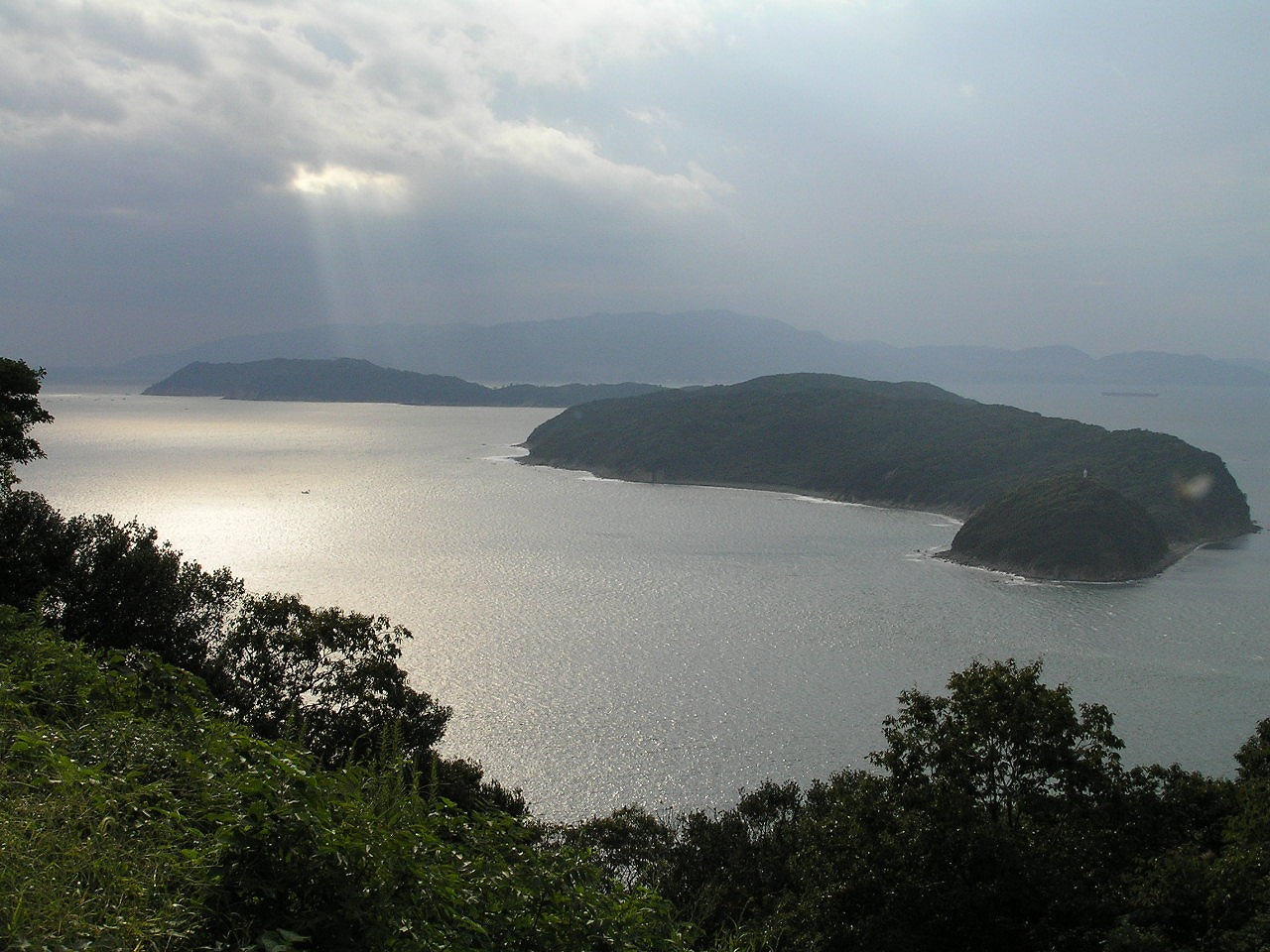
温泉からは友ヶ島や淡路島が一望できる。

和歌山県の北西部に位置し、古代より「潟見の浦」と『万葉集』にも歌われた風光明媚な景勝地に湧く温泉。ホテル、民宿など約6件の宿からなり、海岸沿いに宿が立ち並ぶ。すぐ西側眼前には瀬戸内海と太平洋を隔てる紀淡海峡に浮かぶ友ヶ島が手にとるように眺められ、特に落日の近い頃の斜陽を返す海面の輝きは人を魅了する。宿からは湯に浸かりながらこの絶景が楽しめる。年中を通して釣り客が多く、春には潮干狩り、夏には海水浴やヨットなどのマリンスポーツが楽しめ、また、漁師町であることから捕れたての海の幸を求め、大阪など近畿圏からの多くの宿泊客で賑わう。
また、すぐそばには淡嶋神社があり、2月8日 針祭（針供養）や、人形供養 、3月3日 雛祭（雛流し）などは有名である。湯は、無色透明であり、湯あたりはやわらかく美人の湯として誉れ高い。昼間に限り日帰り入湯もできる旅館もある。

### 周辺情報

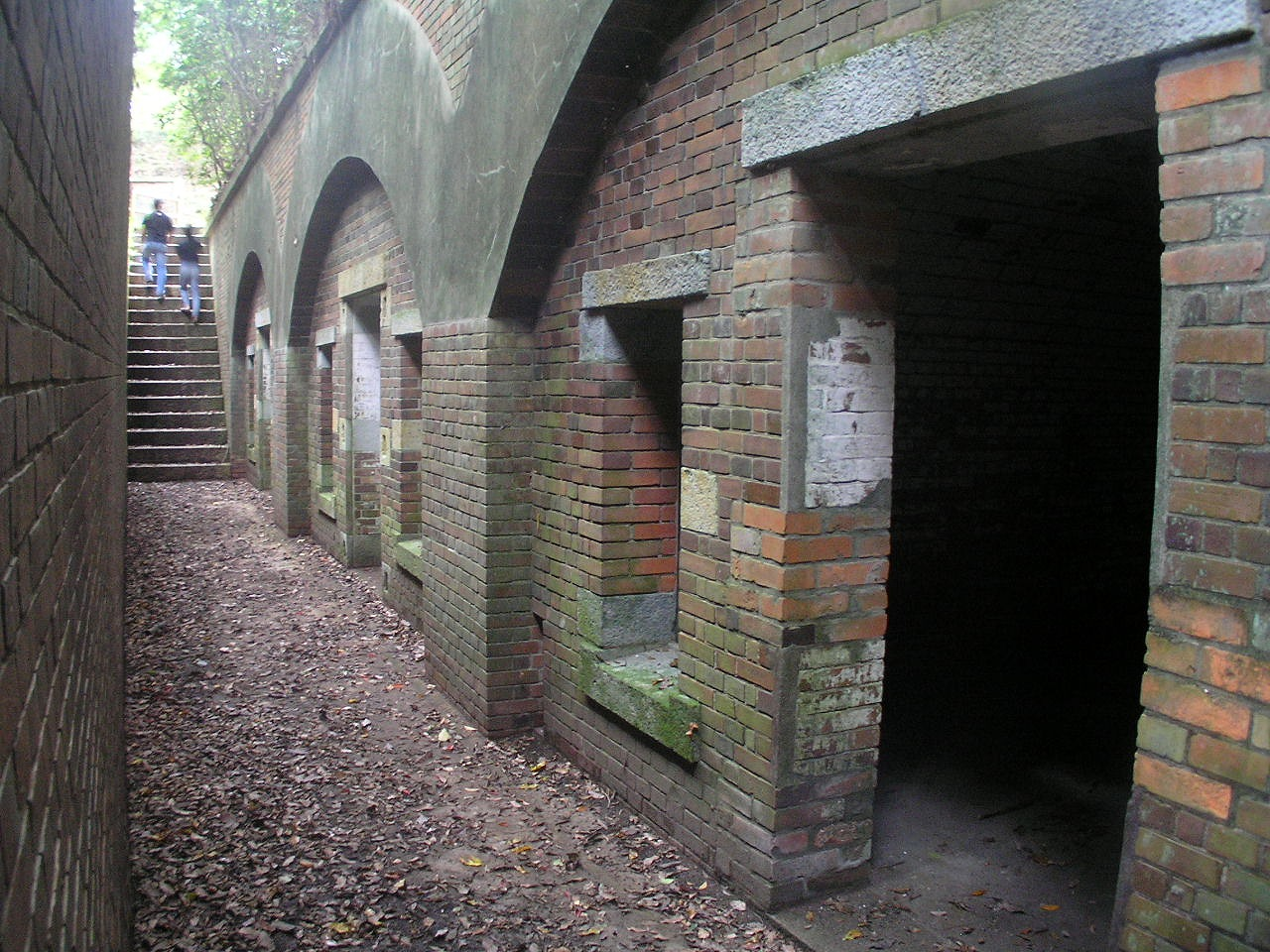
深山砲台棲息掩蔽部跡
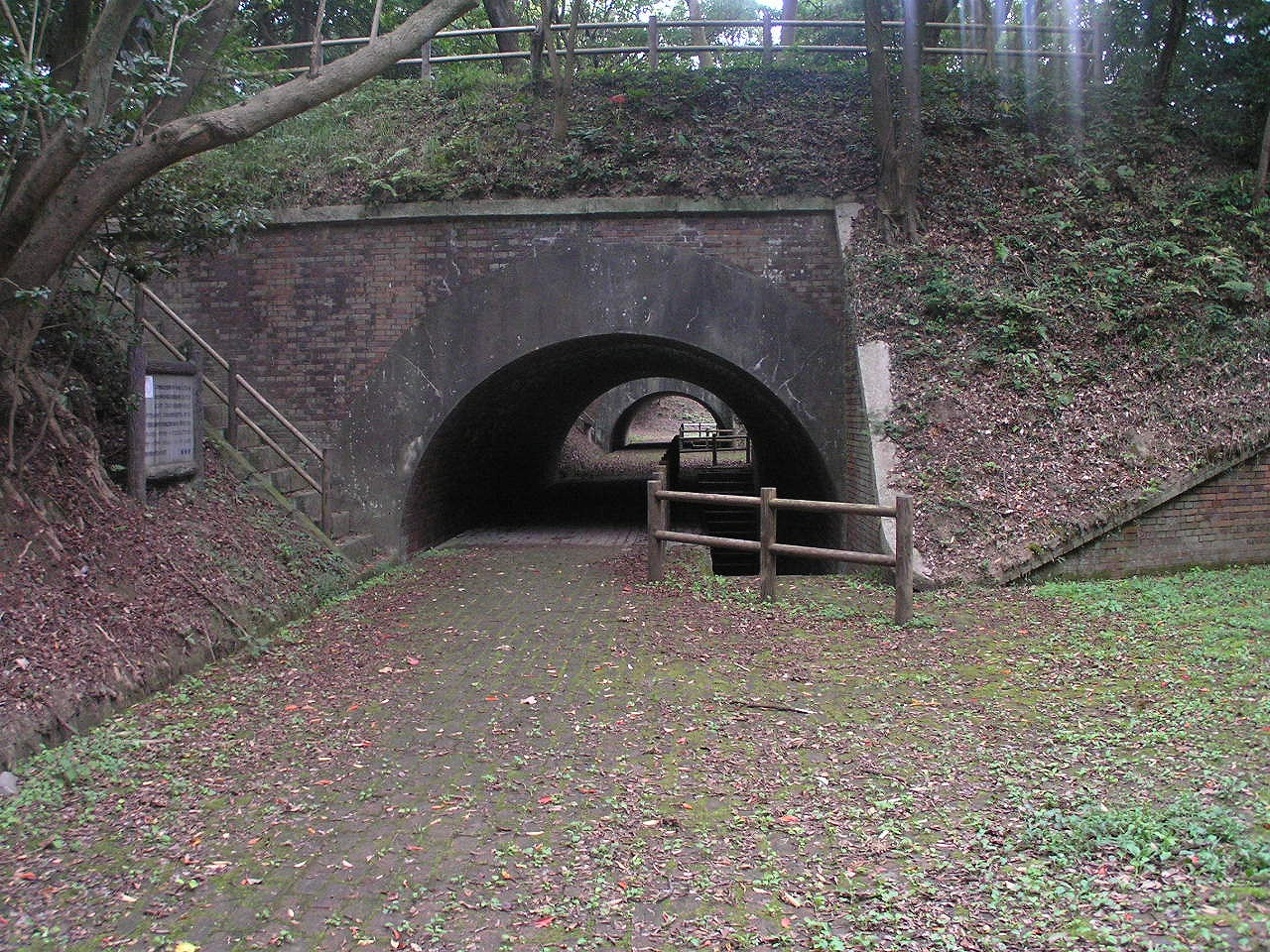
深山砲台跡

- 加太海岸
- 加太春日神社
- 加太砲台
- 淡嶋神社
- 和歌山城
- 紀三井寺
- 友ヶ島

## アクセス
- 鉄道：南海電鉄加太線加太駅下車、約1km。
- 自動車：阪和道和歌山ICから国道24号・26号、県道7号を経由し約18km。